# Josep Capdevila i Ventosa
Josep Capdevila Ventosa (Barcelona, 1879 – 1970) fou un músic i polític català. Pertanyia a una família humil i va treballar de serraller al barri de Sant Martí de Provençals. Tot i així, va estudiar al Conservatori de Música de Barcelona i va fer amistat amb Jacint Verdaguer, Apel·les Mestres i Lluís Duran i Ventosa. Interessat per l'obra de Josep Anselm Clavé, va impulsar la Societat Coral Minerva i fou president dels Cors de Clavé del 1915 al 1934 i president honorari de la Federació de Cors de Clavé fins a la seva mort. Amb els cors va fer gires arreu d'Espanya. Políticament arribà a ser regidor de l'Ajuntament de Barcelona pel Partit Republicà Radical a les eleccions municipals de 1920 i 1930.